# Pandinus
Pandins é gênero de grandes escorpiões, pertencendo a família Scorpionidae. Ela contém um dos mais famosos escorpiões usando como animais de estimação como o escorpião imperador. O gênero é distribuído através da áfrica tropical e no sudoeste da Península Arábica (Iêmen e Arábia Saudita).

## Taxonomia
O gênero foi introduzido em 1876 por Tamerlan Thorell. Pesquisas subsequentes subdividiram o gênero em cinco subgêneros, however recent studies doubt on these subgenera to represent natural groups.

## Diversidade
Atualmente existem 21 espécies reconhecidas neste gênero:

#### SubgêneroPandinusThorell, 1876
- Pandinus imperator (C. L. Koch, 1841)
- Pandinus gambiensis Pocock, 1899
- Pandinus philippsii (Pocock, 1896)
- Pandinus smithi (Pocock, 1899)
- Pandinus trailini (F.Kovařík, 2013)
- Pandinus mazuchi (F.Kovařík, 2011)

#### SubgêneroPandinurusFet, 1997
- Pandinus arabicus (Kraepelin, 1894)
- Pandinus exitialis (Pocock, 1888)
- Pandinus gregoryi (Pocock, 1896)
- Pandinus magrettii Borelli, 1901
- Pandinus meidensis Karsch, 1879
- Pandinus pallidus (Kraepelin, 1894)
- Pandinus percivali Pocock, 1902
- Pandinus viatoris (Pocock, 1890)

#### SubgêneroPandinopsisVachon, 1974
- Pandinus dictator (Pocock, 1888)

#### SubgêneroPandinoidesFet, 1997
- Pandinus cavimanus (Pocock, 1888)
- Pandinus platycheles Werner, 1916

#### SubgêneroPandinopsBirula, 1913
- Pandinus bellicosus (L. Koch, 1875)
- Pandinus colei (Pocock, 1896)
- Pandinus eritreaensis Kovařík, 2003
- Pandinus hawkeri Pocock, 1900
- Pandinus peeli Pocock, 1900
- Pandinus pococki Kovařík, 2000

#### Espécies duvidosas
Pandinus boschisi Caporiacco, 1937, conhecida por somente um, presumivelmente perdido espécimen Somália, é considerado um nomen dubium.

## Características gerais
Membros do gênero Pandinus são geralmente escorpiões de grandes proporções (cerca de 12 a 20 cm em comprimento), são negros, algumas vezes com metasoma e pernas pálidas. O pinças do pedipalpo são massivas enquanto que o metasoma é proporcionalmente fino, com uma pequena vesícula e ferrão (aculeus).
Ele possuem um grande órgão estridulatório, compostos de uma área no primeiro segmento de pedipalpos e um 'raspador' feito de cerdas no primeiro segmento de seus pares de pernas utilizados para andar. Raspar essa zona em um local áspero produz um som de arranhão.
Gêneros da subfamília Scorpioninae são extremamente similares uns com os outros e Pandinus é especialmente próximo do gênero da sudeste asiático Heterometrus. Eles diferem principalmente em detalhes com o órgão estridulatório e cerdas sensoriais de (trichobothria).

## Toxicidade
Como em outros Scorpionidae, o veneno das espécies de Pandinus é leve, e nenhuma morte humana resultante dele é conhecida. Os sintomas do envenenamento são restritos a dor local, descritos como similares a um ferrão de abelha. Ao menos P. imperator raramente pica e prefere usar as suas pinças massivas para capturar suas presas ou mesmo para defesa. O comportamento defensivo de outras espécies ainda não foi bem estudado em detalhes.

## Habitat
A maioria das espécies vive em regiões de terra baixa tropicais e úmidas. Eles também vivem em florestas tropicais, matas ciliares perto de rios e outros habitats perto de savanas. Espécies arábicas também são presentes em climas semi áridos. Solos macios argilosos também são preferidos pela maioria das espécies mas somente a ecologia do P. imperator que vive em florestas é bem conhecida.

## Status de conservação
Três espécies de Pandinus (P. imperator, P. dictator, and P. gambiensis) são os únicos escorpiões listados pela CITES Appendix II desde 1995, devido a sobre exploração para a venda como animais de estimação a partir de indivíduos selvagens. Quotas de expertação para o P. imperator foram feitas para vários países da África Ocidental (incluindo Benin, Togo, Níger, e Chade).

A lista da CITES é frequentemente criticada por proteger três espécies, das quais apenas uma, o escorpião imperador é exportado com frequência, enquanto que outras espécies não protegidas também são coletadas para a venda, especialmenteP. cavimanus e P. viatoris na Tanzânia. Mesmo em países com quotas efetivas, a origem dos espécimens é difícil de se rastrear, sejam de fazendas ou de coleta da natureza. Além de sobre-exploração, a espécies também correm perigos devido ao desmatamento e destruição de habitat.
Espécimens são muitas vezes comercializados como "Pandinus africanus". Esse nome é um inválido sinônimo para o 'P. imperator e aparentemente usado para evitar as regulações CITES para essa espécie. Entretanto outras espécies não listadas tambe são comercializadas com esse nome.

## Em cativeiro
O grande tamanho, o seu comportamento dócil e gregário, atividade parcialmente diurna e veneno leve fazem do P. imperator o escorpião mais popular como animal de estimação. Depois da lista CITES, fazendas de escorpiões comerciais foram estabelecidas em vários países do oeste africano. Algumas outras espécies, espceialmente P. cavimanus, também são frequentemente mantidos em cativeiro.